# Ушаловичи (Слуцкий район)
Ушаловичи (бел. Ушало́вічы) — деревня в Слуцком районе Минской области Республики Беларусь. В составе Бокшицкого сельсовета.

## География
В деревне 2 улицы — Трудовая и Дорожная.
Расстояние от деревни Ушаловичи до города Слуцка составляет 6 километров, а по трассе Слуцк — Минск 8 с половиной километров.
Расстояние от деревни Ушаловичи до города Минска 92 километра, а по трассе Слуцк — Минск 107 километров.

## Этимология
В балтско-литовском именнике двухосновных имен известны основы U-, Šal-, имевшие дать имя U-šalas. У Полоцка была сейчас не существующая деревня Ушалы (у Затрастения). Известная фамилия Ушал.
Известная фамилия Ужалович (в Вороновском районе), от имени U-žalas с другой второй основой Žal-.

## Население
По данным переписи населения Беларуси за 2009 год население деревни Ушаловичи составляет 52 человека.